# Globalization
Globalization (рус. «Глобализация») — восьмой студийный альбом американского рэпера Питбуля. Он был выпущен 21 ноября 2014 года через лейблы Mr. 305, Polo Ground Music, RCA Records.

## Коммерческие показатели
Альбом дебютировал под № 18 в Billboard 200, и под № 3 в Top Rap Albums, продав 38 000 копий в первую неделю (49 000 единиц, когда включены потоки и трековые эквивалентные альбомы). По состоянию на сентябрь 2016 года в США было продано 198 000 копий альбома. Альбом также дебютировал на 16-м месте в Canadian Albums Chart.

## Синглы
«Wild Wild Love» был выпущен в качестве ведущего сингла альбома 25 февраля 2014 года. Песня записана совместно с американо-британо-канадской девичьей группой G. R. L.. Песня достигла 6-го места в Великобритании, 10-го — в Австралии и 30-го — в Соединённых Штатах.
«Fireball» был выпущен в качестве второго сингла альбома 23 июля 2014 года. Песня записана с музыкантом Джоном Райаном. Песня достигла первого места в Нидерландах, 6-го — в Испании, 9-го — в Финляндии и 23-го — в Соединённых Штатах.
Сингл «Time of Our Lives» с участием Ни-Йо был выпущен в качестве третьего сингла альбома 17 ноября 2014 года. Песня достигла 7-го места в Чехии, 9-го — в США и Норвегии, 10-го — в Канаде.
«Fun» с участием Криса Брауна был выпущен в качестве четвёртого сингла альбома 21 апреля 2015 года. Песня достигла 40-го места в США.
«Drive You Crazy» с участием Джейсона Деруло и Juicy J был выпущен в качестве пятого официального сингла альбома 21 августа 2015 года.

## Другие композиции
«We Are One (Ole Ola)» был выпущен в качестве официального сингла официальной песни чемпионата мира по футболу 2014 15 апреля 2014 года. Сингл записан совместно с американской певицей Дженнифер Лопес и бразильской певицей Клаудия Лейтте.
«Celebrate» был выпущен 18 октября 2014 года. Он служит ведущим синглом, показанным в оригинальном фильме «Пингвины Мадагаскара», и был использован в рекламе для выпуска хоккейного дня CBC в Канаде в 2016 году. «Филадельфия Филлис» играет эту песню после каждой домашней победы. Эти песни также были включены в «Globalization».

## Список композиций
| №   | Название                                                             | Автор(ы) | Продюсер(ы)                                | Длительность |
| --- | -------------------------------------------------------------------- | --- | ------------------------------------------ | ------------ |
| 1.  | «Ah Leke» (при участии Sean Paul)                                    | Армандо К. Перес, Шон Энрике, Брейан Айзек, Джейкоб Латтрелл, Джереми Коулман, Алекс Джуниор, Алекс Младший, Аллан Сильва                              | JMIKE                                      | 3:04         |
| 2.  | «Fun» (при участии Chris Brown)                                      | Армандо К. Перес, Джейсон Эвиган, Кларенс Коффи, Маркус Ломакс младший, Джордан Джонсон, Стефан Джонсон, Александр Искердо, Кристофер Браун, Аль Бурна | The Monsters and the Strangerz, Evigan     | 3:22         |
| 3.  | «Fireball» (при участии John Ryan)                                   | Армандо К. Перес, Джон Райан, Андреас Шуллер, Эрик Фредерик, Джо Спаргур, Том Пейтон, Илси Джубер                                                      | Ricky Reed, Axident, John Ryan, Joe London | 3:56         |
| 4.  | «Time of Our Lives» (при участии Ne-Yo)                              | Армандо К. Перес, Лукаш Готвальд, Генри Уолтер, Шаффер Смит, Стефан Тафт                                                                               | Dr. Luke, Cirkut, Lifted                   | 3:49         |
| 5.  | «Celebrate»                                                          | Армандо К. Перес, Джастин Фрэнкс Исаак, Чарли Пут, Эндрю Кедра, Бен Маддахи, Дино Фекарис, Ник Зесс                                                    | DJ Frank E, Andrew Cedar                   | 3:12         |
| 6.  | «Sexy Beaches» (при участии Chloe Angelides)                         | Армандо К. Перес, Лукаш Готвальд, Генри Уолтер, Терон Томас, Тимоти Томас, Майкл Эверетт, Хлоя Анджелидес, Аль Бурна, Спрингетт                        | Dr. Luke, Cirkut                           | 3:57         |
| 7.  | «Day Drinking» (при участии Heymous Molly)                           | Армандо К. Перес, Джон Райан, Андреас Шуллер, Эрик Фредерик, Джо Спаргур                                                                               | Ricky Reed, Axident, John Ryan, Joe London | 3:08         |
| 8.  | «Drive You Crazy» (при участии featuring Jason Derulo и Juicy J)     | Армандо К. Перес, Лукаш Готвальд, Генри Уолтер, Джордан Хьюстон, Джибриль Кагни, Джордан Хьюез, Терон Томас, Тимоти Томас                              | Dr. Luke, Cirkut                           | 3:50         |
| 9.  | «Wild Wild Love» (при участии G.R.L.)                                | Армандо К. Перес, Лукаш Готвальд, Майкл Эверетт, Макс Мартин, Аммар Малик, Александр Васкес, Генри Уолтер                                              | Dr. Luke, Max Martin, Cirkut, A.C.         | 3:23         |
| 10. | «This Is Not a Drill» (при участии Bebe Rexha)                       | Армандо К. Перес, Джереми Дуссоллиет, Тим Саммерс, Биби Рекса                                                                                          | One Love                                   | 3:25         |
| 11. | «We Are One (Ole Ola)» (при участии Jennifer Lopez и Claudia Leitte) | Армандо К. Перес, Томас Трольсен, Дженнифер Лопес, Клаудия Лейтте, Даниэль Мурсия, Сия Ферлер, Лукаш Готвальд, Генри Уолтер, Надир Хаят                | Dr. Luke, Cirkut, Thomas Troelsen          | 3:42         |

| №   | Название                                                | Автор(ы)                                                                                          | Продюсер(ы)                                              | Длительность |
| --- | ------------------------------------------------------- | ------------------------------------------------------------------------------------------------- | -------------------------------------------------------- | ------------ |
| 12. | «Fireball» (при участии John Ryan (Jump Smokers Remix)) | Армандо К. Перес, Джон Райан, Андреас Шуллер, Эрик Фредерик, Джо Спаргур                          | Ricky Reed, Axident, John Ryan, Joe London, Jump Smokers | 3:28         |
| 13. | «Fireball» (при участии John Ryan (DJ Noodles Remix))   | Армандо К. Перес, Джон Райан, Андреас Шуллер, Эрик Фредерик, Джо Спаргур, Том Пейтон, Илси Джубер | Ricky Reed, Axident, John Ryan, Joe London, DJ Noodles   | 4:28         |

Примечания
- «Ah Leke» содержит элементы песни "Passinho do Volante (Ah! Lelek Lek Lek) " в исполнении MC Federado & Os Leleks, автор — MC Federado.
- «Celebrate» содержит элементы из «I Just Want to Celebrate» в исполнении Rare Earth и написаны Дино Фекарисом и Ником Зессом.

## Чарты
| Чарт (2014-15)                      | Наивысшая позиция |
| ----------------------------------- | ----------------- |
| Australian Albums (ARIA)            | 60                |
| Бельгия/Фландрия (Ultratop)         | 110               |
| Бельгия/Валлония (Ultratop)         | 148               |
| Canadian Albums Chart               | 15                |
| Дания (Hitlisten)                   | 25                |
| Финляндия (Suomen virallinen lista) | 14                |
| Норвегия (VG-lista)                 | 15                |
| Испания (PROMUSICAE)                | 90                |
| Швеция (Sverigetopplistan)          | 10                |
| Швейцария (Schweizer Hitparade)     | 34                |
| США (Billboard 200)                 | 18                |

| Чарт (2015)               | Наивысшая позиция |
| ------------------------- | ----------------- |
| US Billboard 200          | 43                |
| US Rap Albums (Billboard) | 16                |